# Micrurus clarki
Micrurus clarki är en ormart som beskrevs av Schmidt 1936. Micrurus clarki ingår i släktet korallormar, och familjen giftsnokar. Inga underarter finns listade i Catalogue of Life.
Arten förekommer från Costa Rica över Panama till Colombia. Honor lägger ägg.